# Nao Minamisawa
Nao Minamisawa (南沢 奈央, Minamisawa Nao) (née le 15 juin 1990 à dans la préfecture de Saitama) est une actrice japonaise.

## Filmographie

### Dramas
- Seito Shokun! (2007)
- Shiori to Shimiko no Kaiki Jikenbo (2008)
- Akai Ito (2008)
- 1 Pound no Fukuin (2008)
- Kamiji Yusuke Monogatari (2009)
- Dandy Daddy (2009)
- Maigo (2011)
- Koukou Nyushi (2012)

### Films
- Walking My Life (2007)
- Akai Ito (2008)
- Yamazakura (2008)
- Shakariki! (2008)
- Kimi ni Love Song o (2010)
- Hachigatsu no Nijusou (2010)
- Strangers in the City (2010)
- Mameshiba Ichiro: Futen no Shiba Jiro (2013)